# Alverna
Alverna est un village situé dans la commune néerlandaise de Wijchen, dans la province de Gueldre. Le 1er janvier 2006, le village comptait 2 000 habitants.

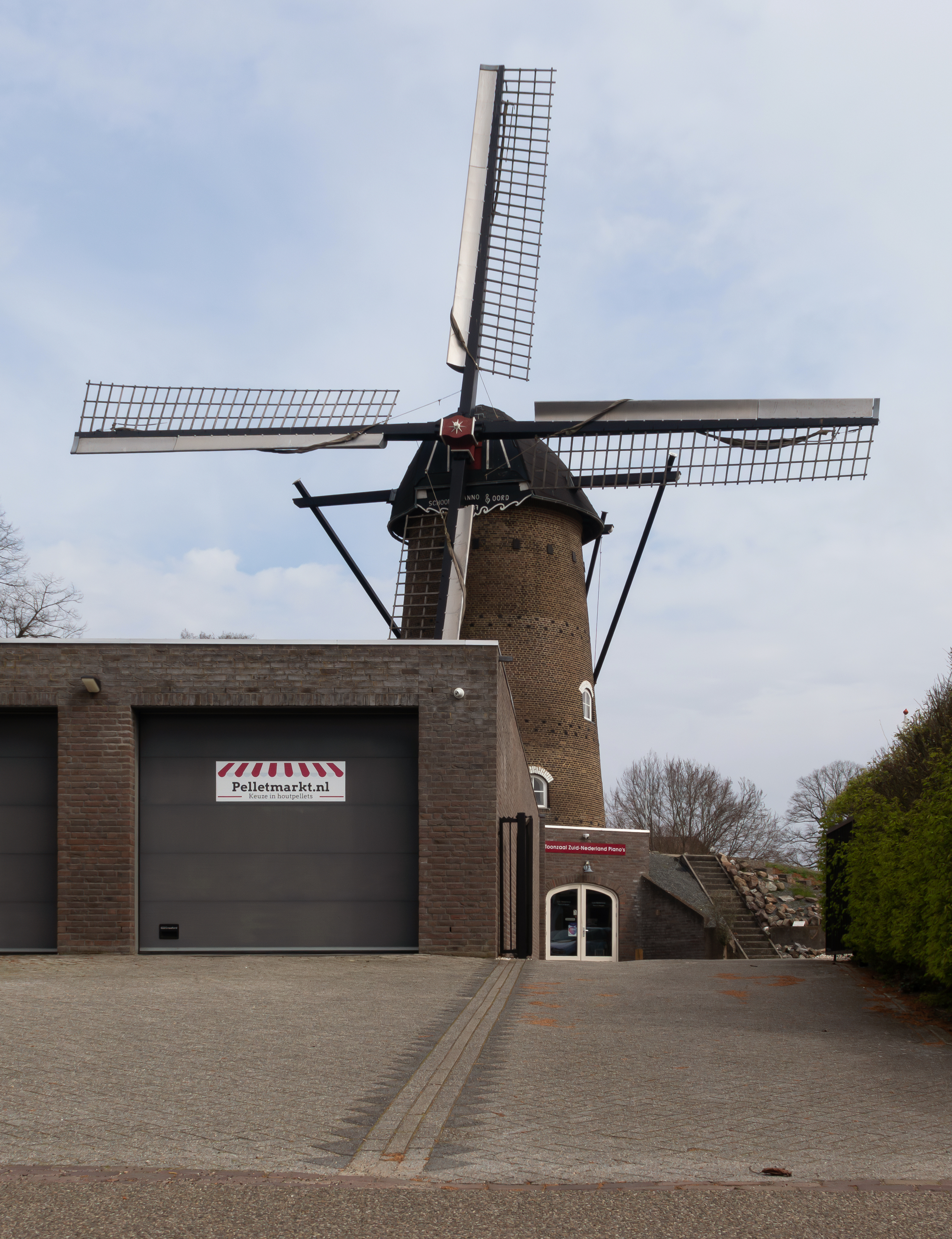
Alverna, le moulin: windmolen Schoonoord